# Onze-Lieve-Vrouw-van-Bijstandkapel (Godveerdegem)

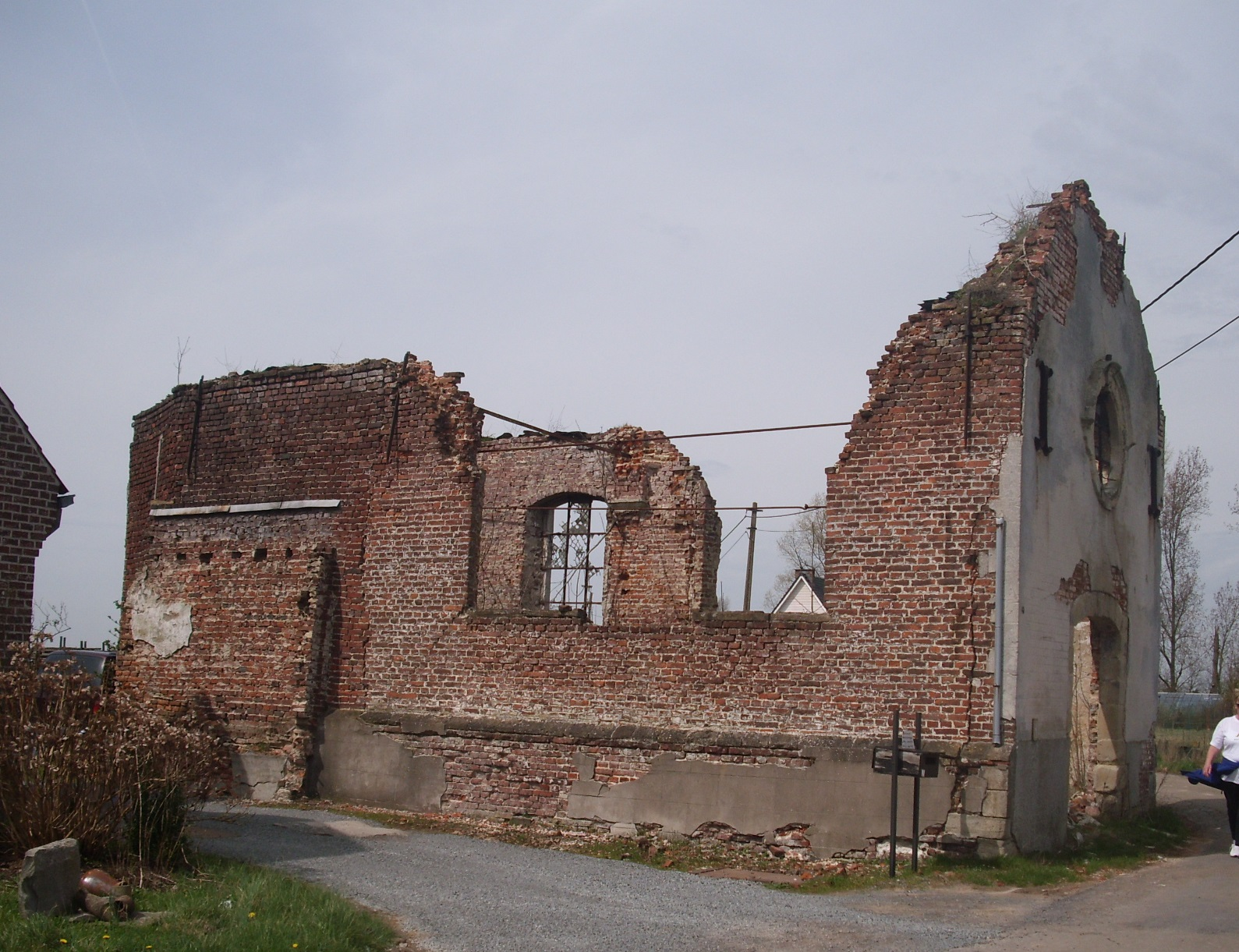
De kapel in de Leliestraat.

De Onze-Lieve-Vrouw-van-Bijstandkapel was tot 2020 een tot monument beschermde kapel in de voormalige Belgisch gemeente Godveerdegem. Ze situeerde zich in de Leliestraat van deze Zottegemse deelgemeente.

## Beschermd
De kapel dateert uit de 18e eeuw en werd opgetrokken in de barokke stijl. Vanaf de jaren '70 kwam het geleidelijk verval tot enkel nog de afgebrokkelde muren zijn overgebleven. De bidplaats werd in 1974 beschermd zodat ze in aanmerking komt voor subsidiëring bij restauratie.
De stad Zottegem heeft echter bij de Vlaamse overheid een officiële vraag tot declassering gevraagd zodat men het gebouw zou kunnen afbreken. In 2011 was het de vierde maal dat de stad dit verzoek richtte. Reeds 1980, 1990 en 2001 stelde de stad Zottegem deze vraag. Maar tot zover heeft het stadsbestuur nog geen bindend antwoord gekregen op zijn vraag. De argumentatie van de stad is dat men zo onnodige kosten kan vermijden, temeer daar de kapel gelegen is nabij de kerken van de deelgemeenten Erwetegem, Bevegem en Godveerdegem. De Leliestraat is trouwens een zijstraat van de Tweekerkenstraat. In 2018 werd een minnelijke schikking getroffen met de dienst Onroerend Erfgoed waardoor het gemeentebestuur bij afbraak een hogere boete ontloopt. De bescherming werd voorlopig opgeheven bij ministerieel besluit van 27 juni 2018. In 2020 werd de kapel afgebroken .

## Afbeeldingen

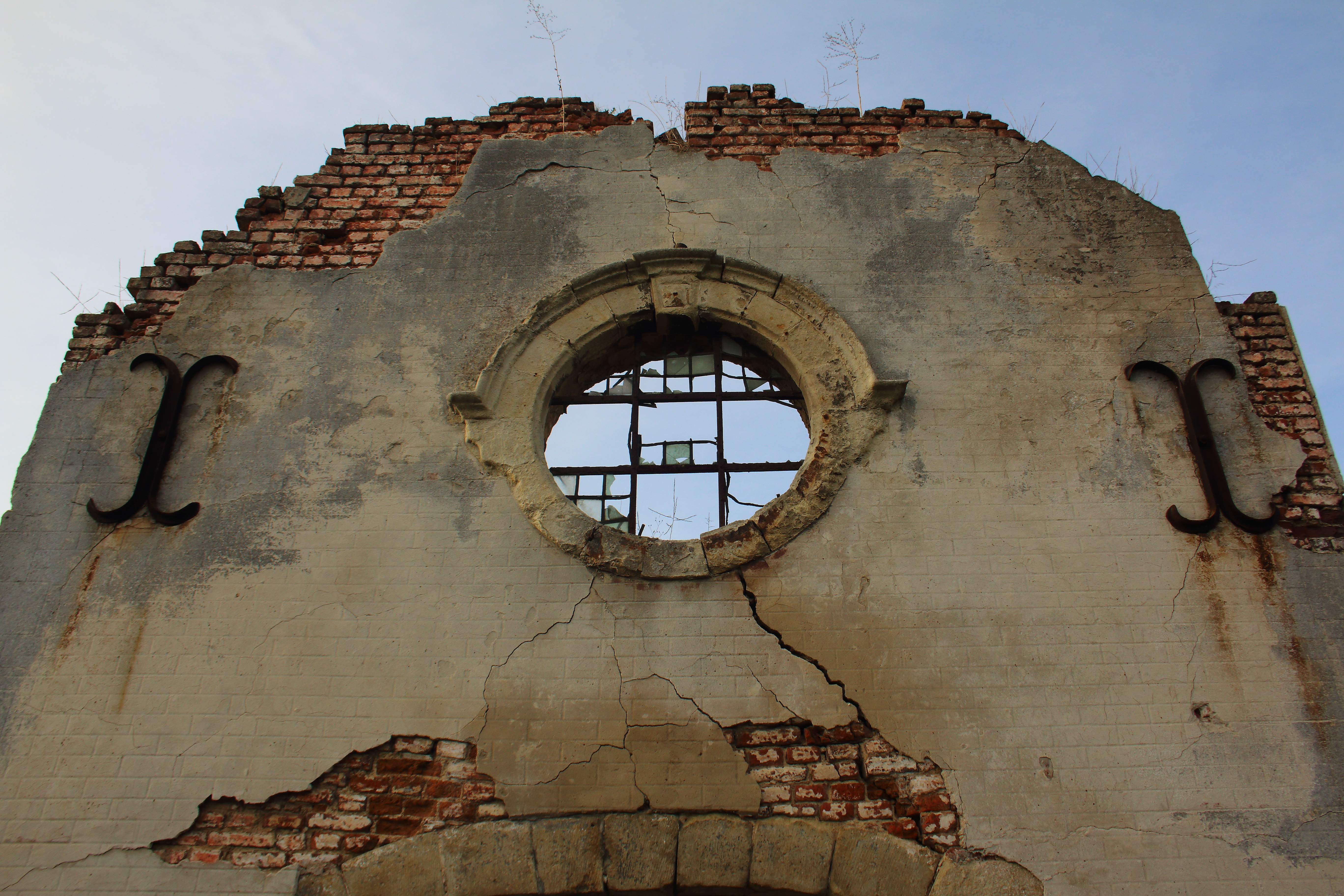
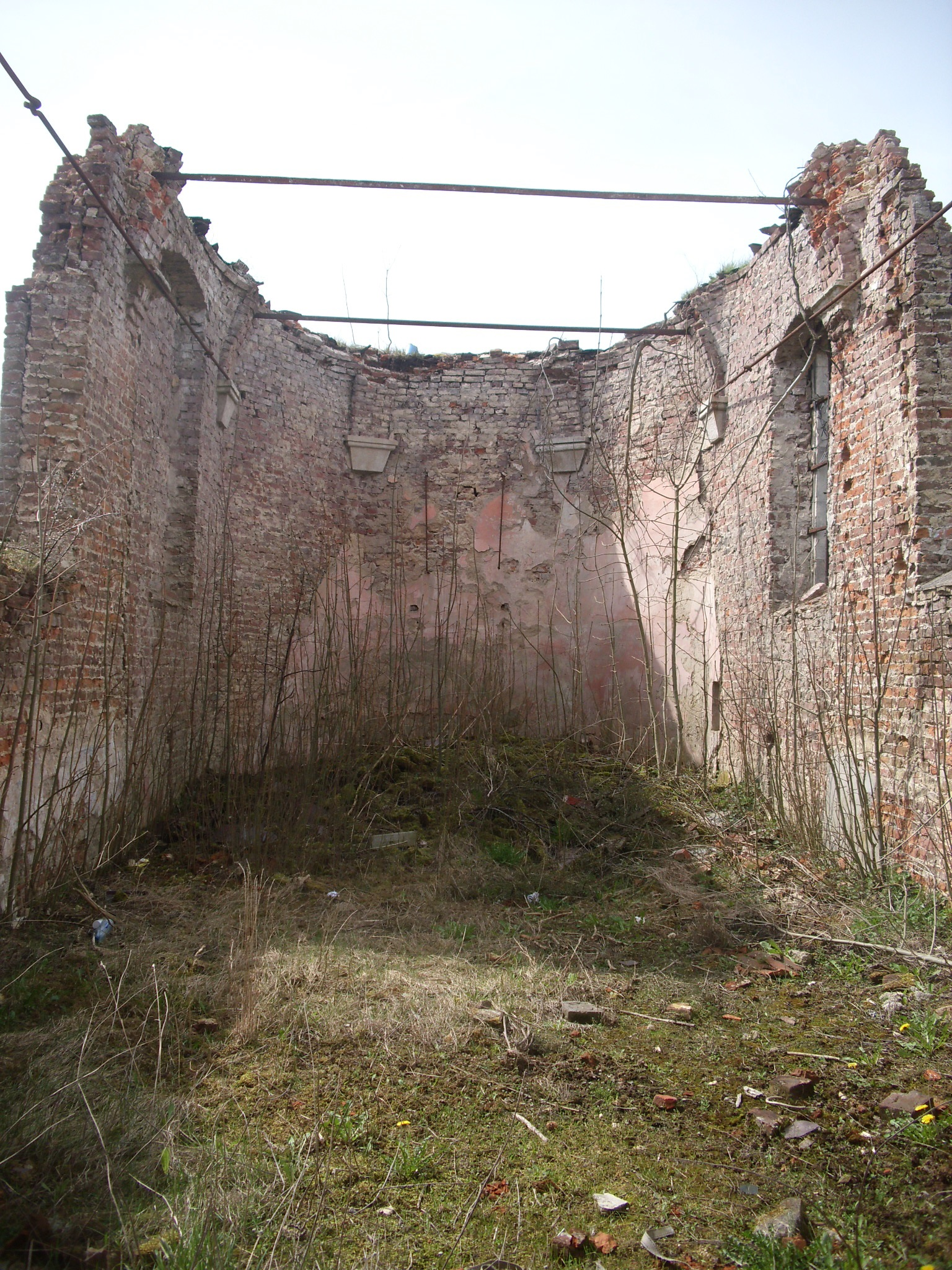
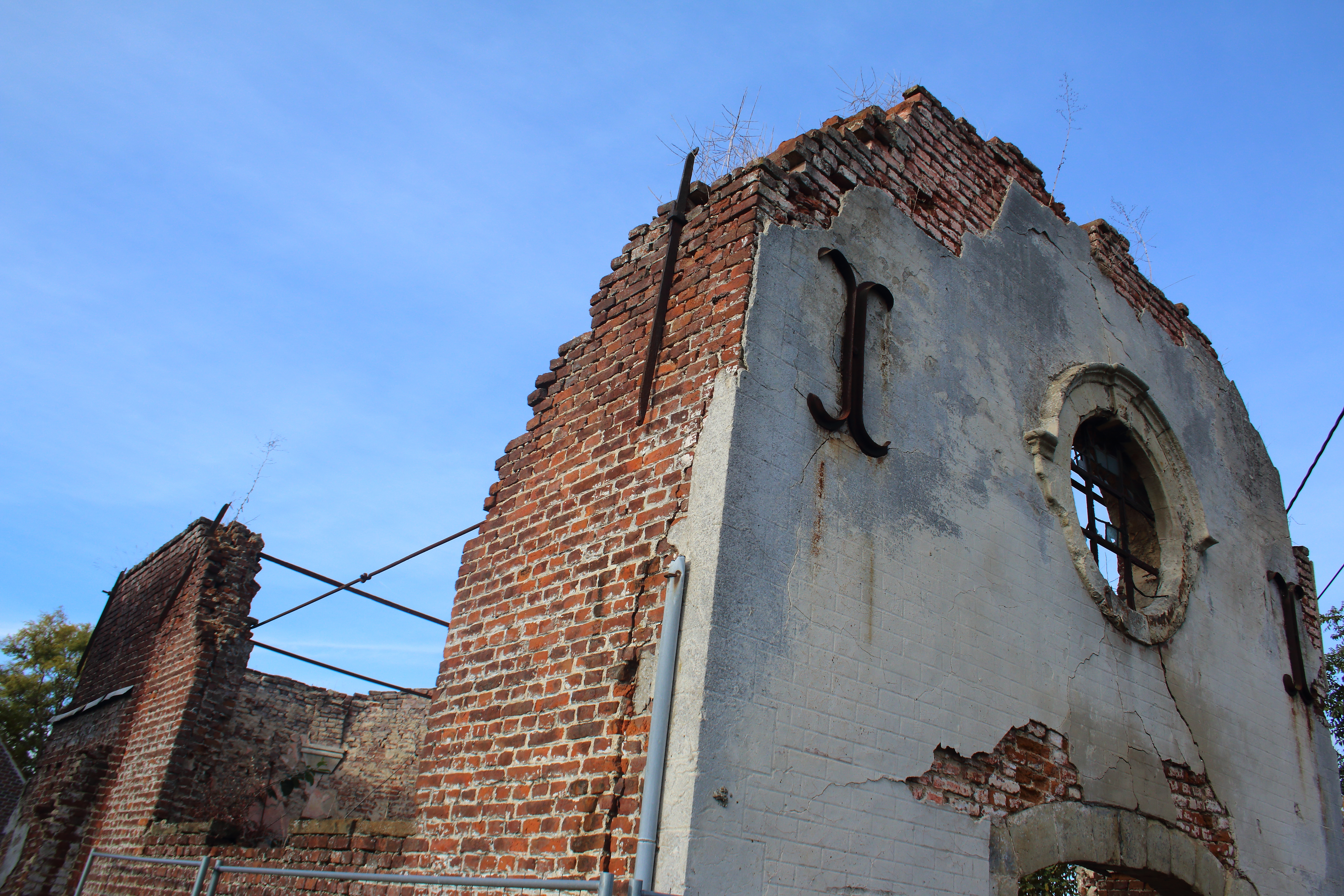